# Landwehr (Niedersachsen)
Landwehr er en kommune, der ligger i den sydlige del af Landkreis Hildesheim i den sydlige del af den tyske delstat Niedersachsen med godt 550 indbyggere (2012). Den er en del af amtet (Samtgemeinde) Freden.

## Geografi
Landwehr er den sydligste kommune i Landkreis Hildesheim og ligger nord for Bad Gandersheim mellem bjergene Sackwald og Helleberg.

### Inddeling
I kommunen ligger landsbyerne:
- Eyershausen
- Ohlenrode
- Wetteborn